# Мулдагалиев, Туманбай
Туманба́й Мулдагали́ев (Молдагалиев) (каз. Тұманбай Молдағалиев; 20 марта 1935 года, аул Жарсу, Енбекшиказахский район Алматинской области — 10 октября 2011 года, Алма-Ата) — поэт, народный писатель Казахстана (1996).

## Биография
Происходит из рода шапырашты.
В 1956 году окончил Казахский государственный университет. В 1956—1986 годах литературный сотрудник газеты «Лениншил жас» (ныне «Жас Алаш»), «Пионер» (ныне «Ак желкен»), редактор, главный редактор издательства «Жазушы», ответственный секретарь журнала «Балдырган», главный редактор альманаха «Жалын», секретарь правления Союза писателей Казахстана. С 1986 года главный редактор журнала «Балдырган».
В 1957 году вышла первая поэтическая книга «Студент дәптері» («Студенческая тетрадь»). Затем были изданы сборники стихотворений, поэм, песен: «Кәмилә» (1960), «Көктем таңы» (1961), «Алатау қызы» (1963), «Зулайды күндер» (1965), «Жүрегім менің сапарда» (1966), «Шақырады жаз мені» (1970), «Жүрек ояу қашанда» (1972), «Хаттар, хаттар» (1974), «Қош көктем» (1974), «Махаббат оты сөнбейді» (1975), «Жиырма бесінші көктем» (1980), «Әлтай әпке» (1984), «Тынық мұхит дәптері» (1985). Написал книги для детей «Етекбай атам үйінде», «Арман мен Бота».
Особой популярностью пользуется любовная лирика Туманбая Мулдагалиева и его песни, записанные с композиторами Нургисой Тлендиевым, Шамши Калдаяковым, А. Бейсеуовым, («Құстар әні», «Құстар қайтып барады», «Бақыт құшағында», «Әнім сен едің»).
Плодотворно трудился и в области художественного перевода: перевёл на казахский язык произведения классиков зарубежной и многонациональной литератур СНГ Дж. Байрона, Михаила Лермонтова, Г. Гулама, Р. Гамзатова, Зульфии и др., а также отрывки из киргизского эпоса «Манас». Множество произведений Мулдагалиева переведены на русский, узбекский и другие языки.
Скончался 10 октября 2011 года, похоронен на Кенсайском кладбище.

## Награды
- Орден Достык 1 степени (2010)[3]
- Орден Парасат
- Народный писатель Казахстана (1996)
- Лауреат Государственной премии Казахстана (1982)
- Лауреат Международной премии имени Физули (1992)